# Euacasta microforamina
Euacasta microforamina is een zeepokkensoort uit de familie van de Archaeobalanidae.